# Another Orion
「Another Orion」（アナザー・オリオン）は、藤井フミヤの10枚目のシングル。1996年8月7日にポニーキャニオンから発売された。

## 概要
「Another Orion」は本人が主演を務めたTBS系金曜ドラマ『硝子のかけらたち』主題歌。カップリング曲「Peace」は、JR九州「NICE GOING FUKUOKA」キャンペーンイメージソング。
「TRUE LOVE」以来3年振りのオリコン1位を獲得。ジャケットに使用された写真は天体写真家の沼澤茂美によって撮影されたオリオン座とオリオン大星雲。第47回NHK紅白歌合戦歌唱曲。
初登場時は2位であり、発売3週目で1位を獲得。自身のシングルで2番目のセールスを誇り最もロングヒットしたシングルである。
オムニバスアルバム『J-Love』では「Another Orion」再録バージョンが収録。当アルバムで新たに再録されたのは本作のみ。

## 収録曲
（全作詞：藤井フミヤ、編曲：富田素弘）
1. Another Orion [4:52]
作曲：増本直樹
2. Peace [5:33]
作曲：藤井フミヤ
3. Another Orion （INSTRUMENTAL）
4. Peace （INSTRUMENTAL）

## 収録アルバム
- TEARS (#1,2)
- STANDARD (#1)
- シングルス (#1)

## カバー
Another Orion
- 2007年、島谷ひとみ（カバー・アルバム『男歌〜cover song collection〜』）
- 2009年、Dub Master X（カバー・アルバム『Dub Master X presents Dub Summer Pop』）
- 2013年、堂本剛（カバー・アルバム『カバ』）
- 2013年 Yang Yoseop ヤンヨソプ ソロアルバム［カフェイン］
- 2014年 BEAST ［BEAST JAPAN BEST］アルバム内
- 2016年、古内東子・藤井フミヤ （古内名義のデュエットアルバム『Toko Furuuchi with 10 legends』（2016年3月30日発売）に収録[1]）
- 2016年、宮本美季（アルバム『IppoIppo』（2016年6月8日発売）に収録[2]）
- 2022年、前野智昭（カバーアルバム『[Re:collection] HIT SONG cover series feat.voice actors 〜90's-00's EDITION〜』）